# Jennifer Reeder

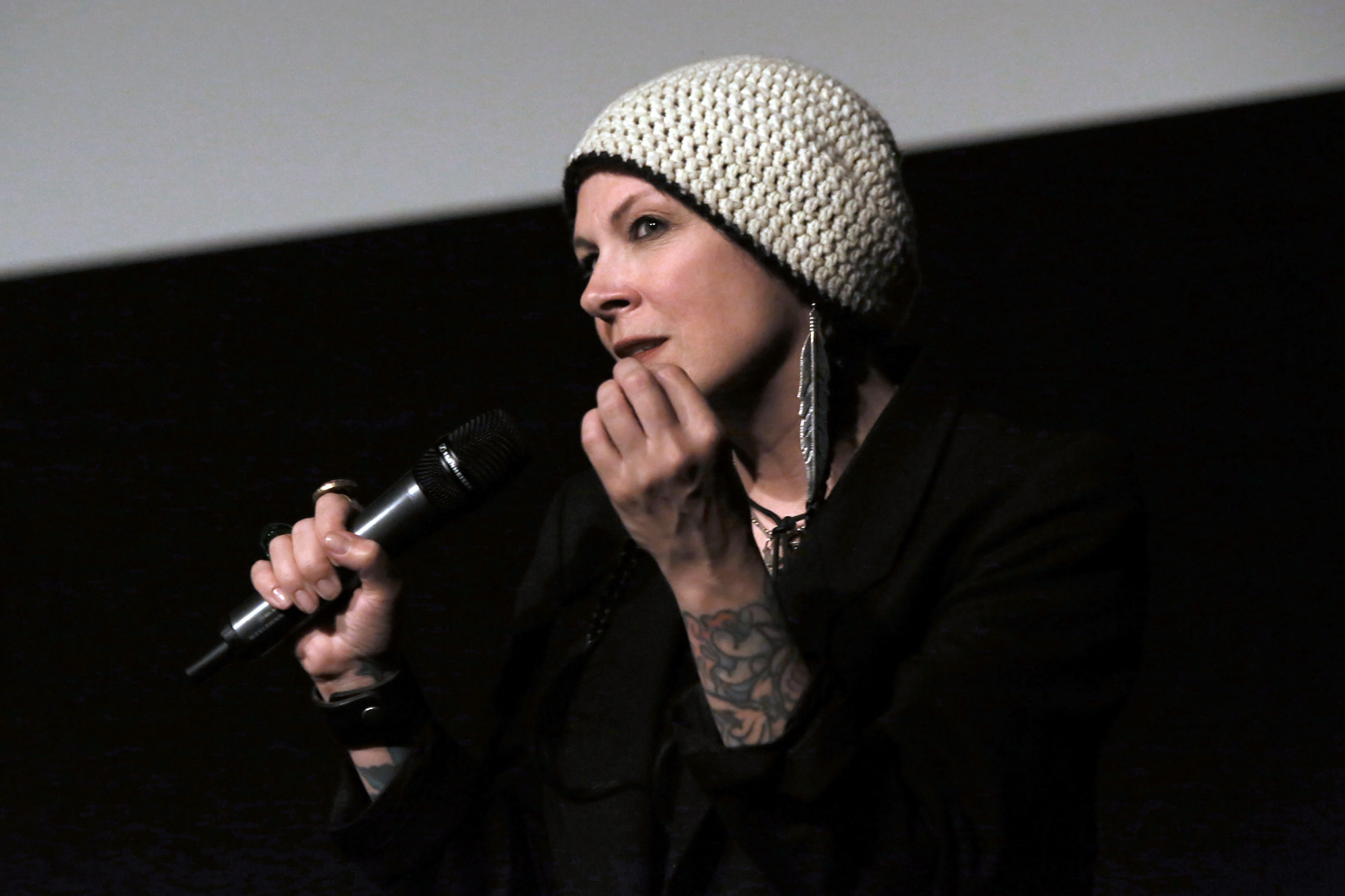
Jennifer Reeder bei den Vienna Independent Shorts 2014 im Stadtkino im Künstlerhaus Wien.

Jennifer Reeder (* 1971 in Ohio) ist eine US-amerikanische Videomacherin, Filmregisseurin und Drehbuchautorin.

## Leben
Reeder wuchs in Columbus (Ohio) auf. Sie studierte zunächst an der Ohio State University, bevor sie nach Chicago zog, um inspiriert von feministischen Künstlerinnen wie Maya Deren oder Martha Rosler Video an der School of the Art Institute of Chicago zu studieren. Während des Studiums arbeitete sie für die Video-Databank. 1996 schloss sie das MFA-Studium mit dem Video White Trash Girl #1 – The Devil Inside ab. In dem Video spielt Reeder die Anti-Superheldin White Trash Girl, die mit ihrer Gang von Außenseitern misogynistische Männer auseinandernimmt. Ästhetisch an low-budget Trashfilmen orientiert, torpediert das Video vorherrschende Geschlechts- und Klassenverhältnisse und polemisiert gleichzeitig gegen die Unterscheidung zwischen E- und U-Kultur. Das Video wurde 1997 für den Videokunstpreis des ZDF nominiert.
Derzeit ist Reeder Associate Professor in Moving Image und Leiterin des Art Department der School of Art and Art History an der University of Illinois in Chicago.

## Schaffen
Reeders Arbeiten entwerfen eine dezidiert feministische Perspektive und wurden auf zahlreichen internationalen Festivals und Kunstschauen präsentiert. In visuell kühnem Stil bedient Reeder sich bei den Konventionen populärer Genres wie Superhelden-Filme, High-School-Movies aber auch Magischem Realismus, um Geschichten über zwischenmenschliche Beziehungen und die Verarbeitung von Traumata zu erzählen. Oftmals stehen weibliche Teenager im Zentrum ihrer Filme.
Ihre Werke wurden unter anderem in Werkschauen im Reykjavík Art Museum, im Berkeley Art Museum and Pacific Film Archive, in La Casa Encendida (Madrid) und dem Moderna Museet (Stockholm) präsentiert. Zu den Filmfestivals und Kunst-Biennalen, die ihre Filme ausgewählt haben, gehören das Ann Arbor Film Festival, Anthology Film Archive, die Berlinale, die Internationalen Kurzfilmtage Oberhausen, das Kasseler Dokfest, das Kurzfilm Festival Hamburg, der Stuttgarter Filmwinter sowie die 48. Biennale di Venezia, MoMA PS1 (New York, NY) und die Whitney Biennial 2000 (Whitney Museum of American Art).
Reeders Kurzfilm A Million Miles Away (2014) feierte auf dem International Film Festival Rotterdam Weltpremiere, war dort nominiert für einen Tiger Award und erhielt auf anderen internationalen Filmfestivals zahlreiche Auszeichnungen. In dem thematisch und stilistisch verwandten Kurzfilm Blood Below the Skin (2015) nimmt sich Reeder dem Highschool-Ritus der Prom Night an, wie sie in vielen US-amerikanischen Teenager-Filmen als Motiv für den Übergang von Adoleszenz zum Erwachsenenalter auftaucht (Sofia Coppolas The Virgin Suicides, Tamra Davis’ Not a Girl, Gil Jungers 10 Dinge, die ich an Dir Hasse), und gibt diesem Klischee einen feministischen Twist. Obwohl ein Film mit eigenständigem Plot, kann Blood Below the Skin durchaus als Skizze zu Knives and Skin (2019) gesehen werden.
Reeders zweiter Langfilm Knives and Skin wurde vom US-amerikanischen Branchenblatt Filmmaker zu einem der meisterwarteten Filme 2019 gekürt (noch vor Filmen von Jim Jarmusch und Martin Scorsese). Knives and Skin feierte Weltpremiere auf der Berlinale und US-Premiere auf dem Tribeca Film Festival. Der Film „inszeniert eine mysteriöse Welt, akzentuiert von Popsong-Chören, und unterzieht Genre-Elemente aus magischem Realismus, Musical, absurder Komödie und Film noir einer Neuinterpretation.“ Aufgrund Reeders surrealer Bildsprache wird Knives and Skin in Rezensionen oftmals mit den Arbeiten von David Lynch, insbesondere mit Twin Peaks, und mit der Serie Stranger Things verglichen. Reeder selbst gibt an, niemals Stranger Things gesehen zu haben und viel eher von John Waters oder dem Film River's Edge (1986) inspiriert zu sein. Ihre Vorliebe für das Spiel mit dem Abjekten, präsent durch Körperflüssigkeiten wie Blut und Schleim, erinnert zudem an das Werk von David Cronenberg, den sie auch als Einfluss nennt. In Knives and Skin benutzt Reeder viele Kunstgriffe, die schon in ihren Kurzfilmen zum Markenzeichen geworden sind: magisch wirkende Überblendungen, schriftliche Textelemente, Close-Ups, detailliertes Set-Design, phantastische Kostüme, vibrierende Farben und allen voran A-Cappela-Chöre, die Popsongs singen und dadurch aus der Handlung ausbrechen und diese gleichzeitig kommentieren.
Ihr langer Spielfilm, Perpetrator – Ein Teil von ihr, wurde im Februar 2023 an der Berlinale in der Sektion Panorama uraufgeführt.

## Filme (Auswahl)
Als Regie und Drehbuch, sofern nicht anders vermerkt. (Quelle)
- 1995: White Trash Girl (Kurzfilm)
- 2006: The Heart and Other Small Shapes (Kurzfilm)
- 2008: Accidents at Home and How They Happen (Kurzfilm)
- 2010: Seven Songs About Thunder (Kurzfilm)
- 2010: Tears Cannot Restore Her; Therefore I Weep (Kurzfilm)
- 2011: And I Will Rise If Only to Hold You Down (Kurzfilm)
- 2011: One Thousand Ways to Skin It (Kurzfilm)
- 2013: Girls Love Horses (Kurzfilm)
- 2014: A Million Miles Away (Kurzfilm)
- 2015: Crystal Lake (Kurzfilm)
- 2015: Blood Below the Skin (Kurzfilm)
- 2017: Signature Move (TV-Film, Regie; Drehbuch Fawzia Mirza)
- 2017: All Small Bodies (Kurzfilm)
- 2019: Knives and Skin
- 2019: Huluween Film Fest: The Dunes (TV-Film)
- 2019: The Dunes (Kurzfilm)
- 2021: Forevering (Kurzfilm)
- 2021: I Like Tomorrow (Kurzfilm; in Co-Autorenschaft und -Regie mit Nancy Andrews)
- 2021: V/H/S/94: Episode Holy Hell (Episodenfilm)
- 2022: Night's End (Regie; Drehbuch Brett Neveu)
- 2023: Perpetrator – Ein Teil von ihr (Perpetrator)

## Auszeichnungen (Auswahl)
2014: A Million Miles Away
- Ann Arbor Film Festival (Eileen Maitland Award)[18]
- Chicago Underground Film Festival (Best Short)[19]
- Encounters (Grand Prix)[20]
- Internationale Kurzfilmtage Oberhausen (Zonta-Preis)[21]
- Internationale Kurzfilmtage Winterthur (Hauptpreis Internationaler Wettbewerb)[22]
- Vienna Independent Shorts (Elfi-Dassanowsky-Preis)[23]

2015: Blood Below the Skin
- Encounters (Grand Prix)
- Chicago Underground Film Festival (Best of the Fest)[24]

2017: Signature Move
- FilmOut San Diego (Best Direction)[25]
- L.A. Outfest (Grand Jury Award – Outstanding American Narrative Feature)

2019: Chrystal Lake
- Chicago Underground Film Festival (Made in Chicago)[26]

## Jury-Teilnahmen (Auswahl)
- 2017 Internationale Filmfestspiele Berlin; Sektion Generation
- 2018 Chicago International Film Festival; Live Action Short
- 2019 Kurzfilm Festival Hamburg; Internationaler Wettbewerb